# Izrael na Letnich Igrzyskach Olimpijskich 1996
Izrael na Letnich Igrzyskach Olimpijskich 1996 reprezentowało 25 zawodników: 18 mężczyzn i siedem kobiet. Był to 11 start reprezentacji Izraela na letnich igrzyskach olimpijskich.

## Zdobyte medale
| Medal | Zawodnik    | Dyscyplina | Konkurencja          | Rezultat |
| ----- | ----------- | ---------- | -------------------- | -------- |
| Brąz  | Gal Fridman | Żeglarstwo | windsurfing mężczyzn | 21 pkt   |

## Skład kadry

### Boks
Mężczyźni
- Vacislav Neiman waga musza do 51 kg - 17. miejsce,

### Judo
Kobiety
- Ja’el Arad – waga do 61 kg - 5. miejsce,

Mężczyźni
- Shay-Oren Smadga – waga do 78 kg - 21. miejsce,

### Kajakarstwo górskie
Kobiety
- Lior Carmi – K-1 500 m - odpadła w półfinale

### Lekkoatletyka
Mężczyźni
- Konstantin Matusewicz – skok wzwyż – 17. miejsce,
- Danny Krasnow – skok o tyczce – 11. miejsce,
- Konstantin Semionow – skok o tyczce - 20. miejsce,
- Rogel Naczum – trójskok – 17. miejsce,

### Pływanie
Mężczyźni
- Jo’aw Bruck

50 m sylem dowolnym – 24. miejsce,
100 m stylem dowolnym – 22. miejsce,
- Eithan Urbach–100 m stylem grzbietowym – 22. miejsce,
- Wadim Aleksiejew

100 m stylem klasycznym – 18. miejsce,
200 m stylem klasycznym – 27. miejsce,
- Dan Kutler–100 m stylem motylkowym – 31. miejsce,
- Eithan Urbach, Wadim Aleksiejew, Dan Kutler, Jo’aw Bruck - sztafeta 4 x 100 m stylem zmiennym – 8. miejsce,

### Podnoszenie ciężarów
Mężczyźni
- Wacisław Iwanowski – waga do 99 kg - nie sklasyfikowany (nie zaliczył żadnego ciężaru w rwaniu),

### Strzelectwo
Mężczyźni
- Alex Tripolski

pistolet pneumatyczny 10 m - 39. miejsce,
pistolet dowolny 50 m - 16. miejsce,
- Boris Polak

karabin pneumatyczny 10 m - 33. miejsce,
karabin małokalibrowy trzy pozycje 50 m - 22. miejsce,
karabin małokalibrowy leżąc 50 m - 20. miejsce,
- Guy Starik

karabin małokalibrowy trzy pozycje 50 m - 13. miejsce,
karabin małokalibrowy leżąc 50 m - 26. miejsce,

### Szermierka
Kobiety
- Lidia Hatu’el-Cukerman – floret indywidualnie - 13. miejsce,
- Ayelet Ohayon – floret indywidualnie - 26. miejsce,
- Lilach Parisky – floret indywidualnie - 30. miejsce,
- Ayelet Ohayon, Lilach Parisky, Lidia Hatu’el-Cukerman - floret drużynowo - 9. miejsce,

### Zapasy
Mężczyźni
- Gotcza Ciciuaszwili – styl klasyczny waga do 82 kg - 5. miejsce

### Żeglarstwo
- Shani Kedmi, Anat Fabrikant – klasa 470 kobiety - 12. miejsce,
- Gal Fridman – windsurfing mężczyzn - 3. miejsce,
- Nir Shental, Ran Shental – klasa 470 mężczyźni - 19. miejsce,